# Municipio de Maple Grove (condado de Barry)
El municipio de Maple Grove (en inglés: Maple Grove Township) es un municipio ubicado en el condado de Barry en el estado estadounidense de Míchigan. En el año 2010 tenía una población de 1593 habitantes y una densidad poblacional de 17,08 personas por km².

## Geografía
El municipio de Maple Grove se encuentra ubicado en las coordenadas 42°32′43″N 85°8′35″O / 42.54528, -85.14306. Según la Oficina del Censo de los Estados Unidos, el municipio tiene una superficie total de 93.28 km², de la cual 92,95 km² corresponden a tierra firme y (0,36 %) 0,33 km² es agua.

## Demografía
Según el censo de 2010, había 1593 personas residiendo en el municipio de Maple Grove. La densidad de población era de 17,08 hab./km². De los 1593 habitantes, el municipio de Maple Grove estaba compuesto por el 98,12 % blancos, el 0,06 % eran afroamericanos, el 0,44 % eran amerindios, el 0,19 % eran asiáticos, el 0,13 % eran de otras razas y el 1,07 % eran de una mezcla de razas. Del total de la población el 0,5 % eran hispanos o latinos de cualquier raza.